# Militar

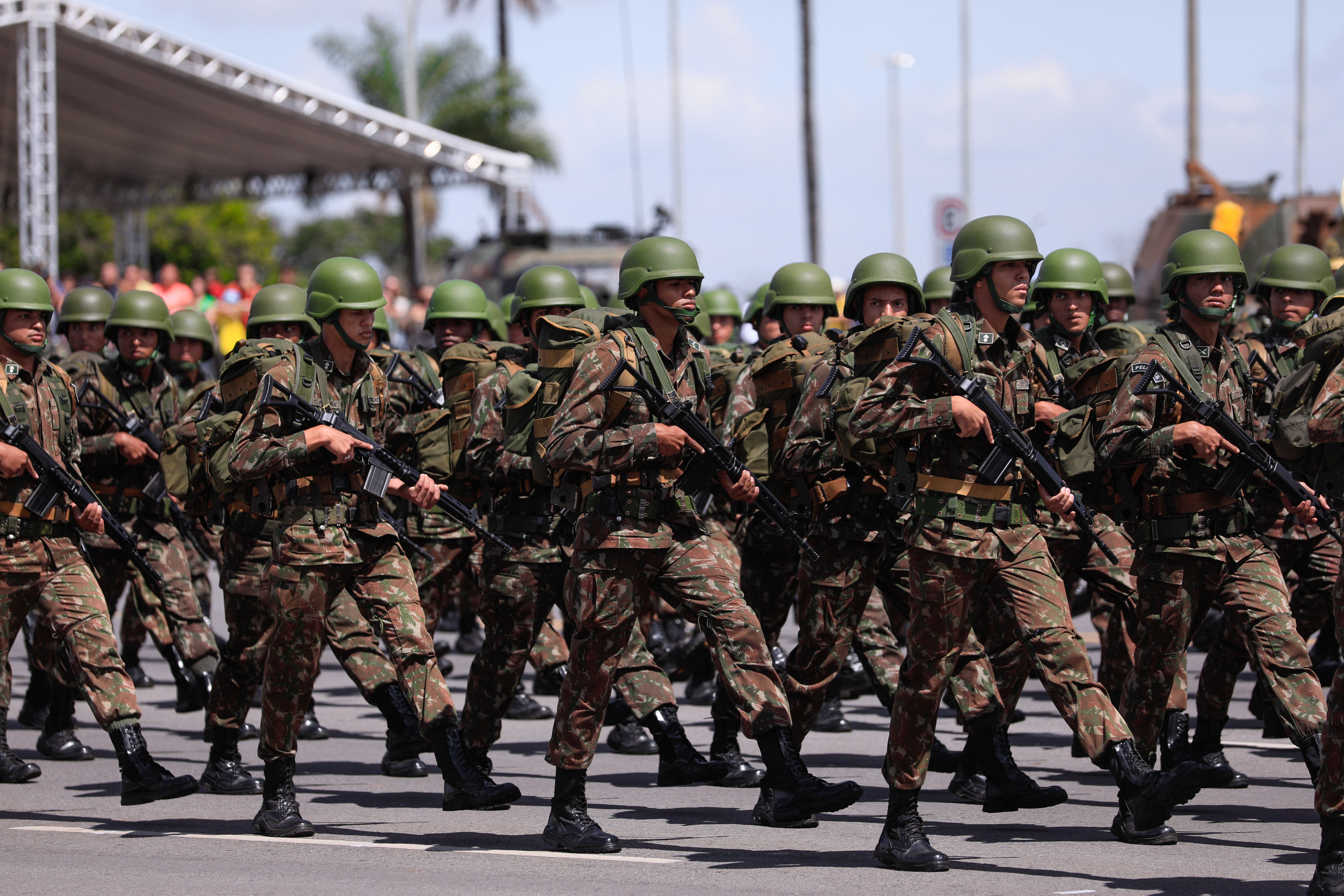
Militares do Exército Brasileiro.

O termo militar se refere aos membros, instituições, instalações, equipamentos, veículos e tudo aquilo que faz parte de uma organização autorizada a usar a força, geralmente incluindo o uso de armas de fogo, na defesa do seu país através da luta real ou de ameaças percebidas. Como adjetivo, o termo "militar" também é usado para se referir a qualquer propriedade ou aspecto dessas organizações. As organizações militares funcionam muitas vezes como uma sociedade no seio das sociedades, tendo suas próprias comunidades militares, economia, educação, medicina e outros aspectos de funcionamento de uma sociedade civil.
A profissão de soldado, como parte de um grupo de militares, é mais velha que os próprios registros históricos. Algumas das imagens mais marcantes da antiguidade clássica retratam o poder e feitos de seus líderes militares. A Batalha de Kadesh em 1274 a.C. foi um dos marcos do reinado do faraó Ramessés II e é comemorada em baixo-relevo em seus monumentos. Mil anos mais tarde, o primeiro imperador da China unificada, Qin Shi Huang, estava tão determinado a impressionar os deuses com seu poderio militar que foi enterrado com um exército de soldados de terracota.

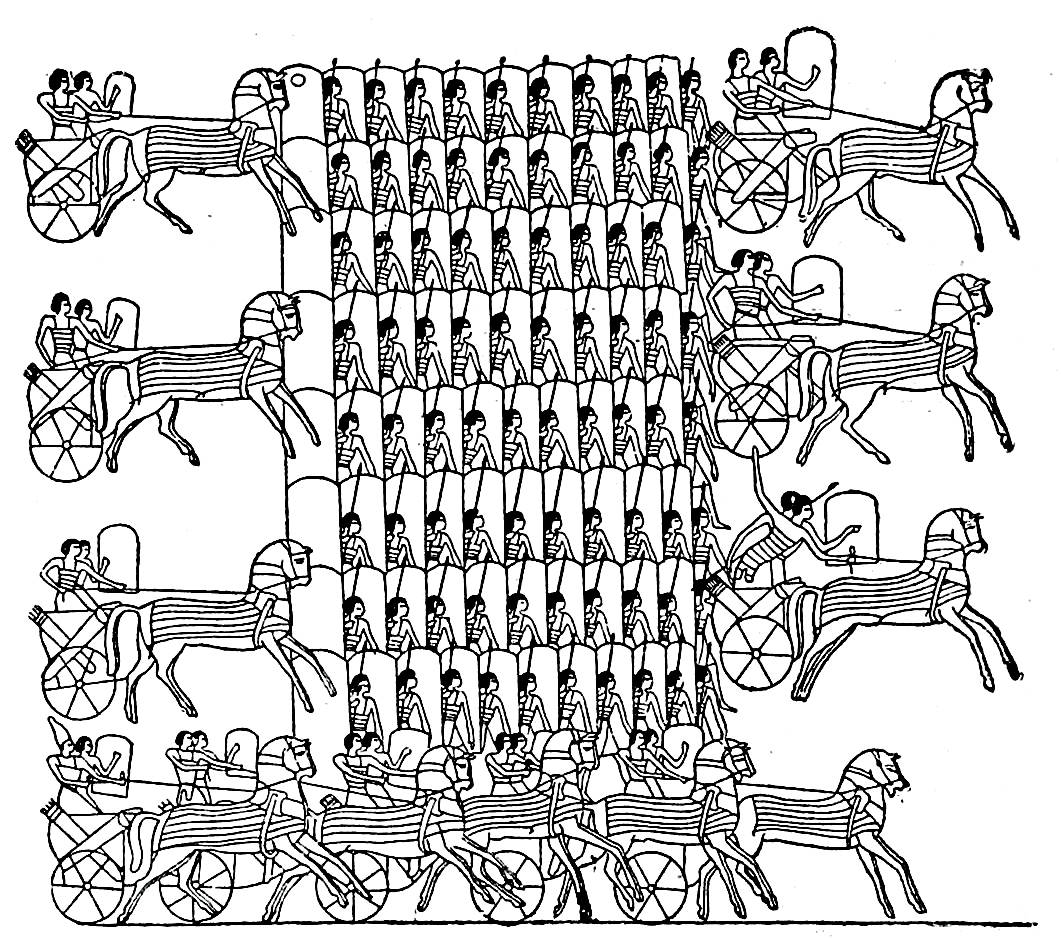
Representação da formação militar egípcia antiga

Os antigos gregos e romanos eram dedicados aos assuntos militares, deixando para a posteridade muitos tratados e escritos, bem como um grande número de arcos triunfais, colunas ricamente esculpidas, e estátuas.
Na era moderna, as guerras mundiais e inúmeros outros grandes conflitos mudaram o emprego das forças militares muito além do que reconheciam seus membros em outros tempos. Impérios surgiram e desapareceram, os estados têm crescido e declinado. Enormes mudanças sociais têm sido feitas e o poder militar continua a dominar as relações internacionais. O papel dos militares de hoje é tão central para as sociedades globais como sempre foi.

## Ciência Militar

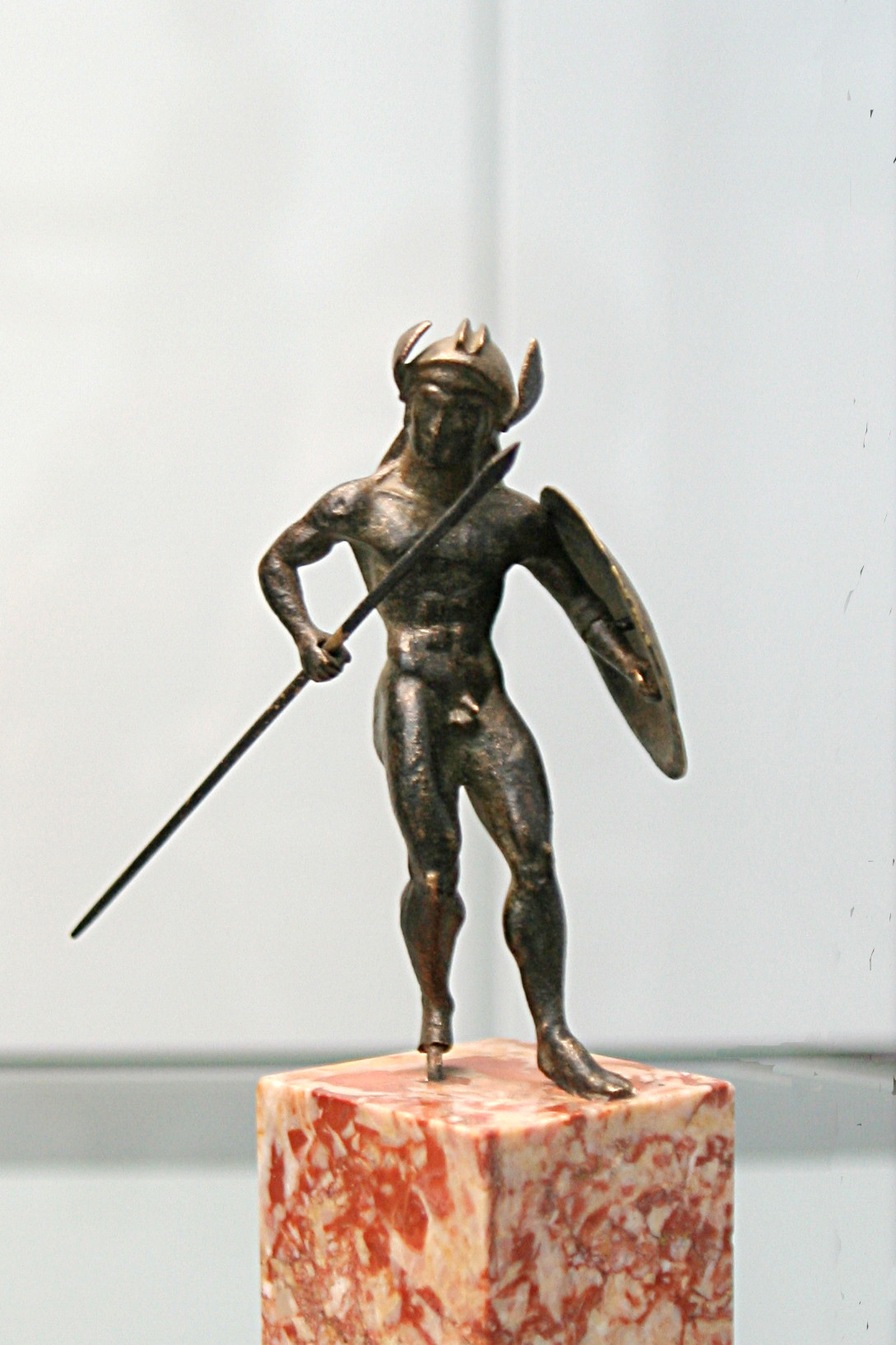
A infantaria foi a primeira força militar da história. Esta estatueta de guerreiro demonstra que a cultura militar foi uma parte importante das sociedades históricas, c.480 aC, Staatliche Antikensammlungen.

A ciência militar é o estudo dos processos militares, instituições e comportamento, juntamente com o estudo da guerra e a teoria e aplicação da força coercitiva organizada. É focado principalmente na teoria, método e prática de produzir capacidade militar de forma consistente com a política de defesa nacional. A ciência militar serve para identificar os elementos estratégicos, políticos, econômicos, psicológicos, sociais, operacionais, tecnológicos e táticos necessários para sustentar a vantagem relativa de força militar e para aumentar a probabilidade e resultados favoráveis de vitória na paz ou durante uma guerra. Cientistas militares incluem teóricos, pesquisadores, cientistas experimentais, cientistas aplicados, designers, engenheiros, técnicos de teste e outros militares.
O pessoal militar obtém armas, equipamentos e treinamento para atingir objetivos estratégicos específicos. A ciência militar também é usada para estabelecer a capacidade inimiga como parte da inteligência técnica.
Na história militar, a ciência militar foi usada durante o período da Revolução Industrial como um termo geral para se referir a todas as questões de teoria militar e aplicação de tecnologia como uma única disciplina acadêmica, incluindo a implantação e emprego de tropas em tempos de paz ou em batalha.
Na educação militar, a ciência militar é muitas vezes o nome do departamento da instituição educacional que administra a educação do candidato a oficial. No entanto, essa educação geralmente se concentra no treinamento de liderança de oficiais e informações básicas sobre o emprego de teorias, conceitos, métodos e sistemas militares, e os graduados não são cientistas militares após a conclusão dos estudos, mas sim oficiais militares juniores.

## História
Mesmo até a Segunda Guerra Mundial, a ciência militar era escrita em inglês começando com letras maiúsculas e era pensada como uma disciplina acadêmica ao lado da Física, da Filosofia e da Ciência Médica. Em parte, isso se devia à mística geral que acompanhava a educação em um mundo onde, ainda na década de 1880, 75% da população europeia era analfabeta. A capacidade dos oficiais de fazer cálculos complexos necessários para as "evoluções" igualmente complexas dos movimentos de tropas na guerra linear que dominou cada vez mais o Renascimento e a história posterior, e a introdução das armas de pólvora na equação da guerra apenas adicionado ao verdadeiro arcano de construir fortificações como parecia ao indivíduo médio.
Até o início do século 19, um observador, um veterano britânico das Guerras Napoleônicas, o major John Mitchell pensava que parecia que nada havia mudado desde a aplicação da força em um campo de batalha desde os tempos dos gregos. Ele sugeriu que isso acontecia principalmente porque, como Clausewitz sugeriu, "ao contrário de qualquer outra ciência ou arte, na guerra o objeto reage".
Até então, e mesmo depois da Guerra Franco-Prussiana, a ciência militar continuava dividida entre o pensamento formal de oficiais criados na “sombra” das Guerras Napoleônicas e oficiais mais jovens como Ardant du Picq, que tendiam a ver o desempenho de combate como enraizado na psicologia individual e de grupo e sugeriu uma análise detalhada disso. Isso desencadeou o eventual fascínio das organizações militares pela aplicação da pesquisa quantitativa e qualitativa às suas teorias de combate; a tentativa de traduzir o pensamento militar como conceitos filosóficos em métodos concretos de combate.
Os implementos militares, o suprimento de um exército, sua organização, tática e disciplina constituíram os elementos da ciência militar em todas as épocas; mas a melhoria em armas e equipamentos parece liderar e controlar todo o resto.
O tipo de avanço feito por Clausewitz ao sugerir oito princípios nos quais tais métodos podem ser baseados, pela primeira vez na Europa, apresentou uma oportunidade para remover em grande parte o elemento de acaso e erro do processo de tomada de decisão do comando. Nesta altura deu-se ênfase à Topografia (incluindo Trigonometria), Arte Militar (Ciência Militar), História Militar, Organização do Exército no terreno, Artilharia e Ciência dos Projéteis, Fortificações de Campo e Fortificações Permanentes, Legislação militar, Administração de Manobras Militares.
A ciência militar sobre a qual o modelo de operações de combate alemão foi construído para a Primeira Guerra Mundial permaneceu praticamente inalterada em relação ao modelo napoleônico, mas levou em consideração as vastas melhorias no poder de fogo e a capacidade de conduzir "grandes batalhas de aniquilação" através de rápidas concentrações de força, mobilidade estratégica, e a manutenção da ofensiva estratégica, mais conhecida como "Culto da ofensiva". A chave para este e outros modos de pensar sobre a guerra permaneceu a análise da história militar e tenta derivar lições tangíveis que poderiam ser replicadas novamente com igual sucesso em outro campo de batalha como uma espécie de laboratório sangrento de ciência militar. Poucos foram mais sangrentos do que os campos da Frente Ocidental entre 1914 e 1918. Fascinantemente o homem que provavelmente entendeu Clausewitz melhor do que a maioria, o marechal Foch inicialmente participaria de eventos que quase destruíram o exército francês.
No entanto, não é verdade que os teóricos e comandantes militares sofriam de algum caso coletivo de estupidez; muito pelo contrário é verdade. Sua análise da história militar os convenceu de que a ofensiva estratégica decisiva e agressiva era a única doutrina da vitória, e temiam que a ênfase excessiva do poder de fogo e a resultante dependência do entrincheiramento tornariam isso quase impossível, levando ao campo de batalha estagnado em vantagens da posição defensiva, destruindo o moral da tropa e a vontade de lutar. Como só a ofensiva poderia trazer a vitória, a falta dela, e não o poder de fogo, foi responsabilizada pela derrota do Exército Imperial Russo na Guerra Russo-Japonesa. Foch pensou que "tanto na estratégia quanto na tática, ataca-se".
De muitas maneiras, a ciência militar nasceu como resultado das experiências da Grande Guerra. "Implementos militares" mudaram os exércitos além do reconhecimento com a cavalaria para praticamente desaparecer nos próximos 20 anos. O “abastecimento de um exército” se tornaria uma ciência da logística na esteira de exércitos maciços, operações e tropas que podiam disparar munições mais rapidamente do que poderiam ser produzidas, pela primeira vez usando veículos que usavam o motor a combustão, um divisor de águas da mudança. A "organização" militar não seria mais a da guerra linear, mas equipes de assalto e batalhões que estavam se tornando polivalentes com a introdução de metralhadoras e morteiros, e pela primeira vez forçando os comandantes militares a pensar não apenas em termos de base, mas também de estrutura de força.
As táticas também mudaram, com a infantaria pela primeira vez segregada das tropas montadas a cavalo e obrigada a cooperar com tanques, aeronaves e novas táticas de artilharia. A percepção da disciplina militar também havia mudado. O moral, apesar das atitudes disciplinares estritas, quebrou em todos os exércitos durante a guerra, mas as tropas com melhor desempenho foram aquelas em que a ênfase na disciplina foi substituída por demonstração de iniciativa pessoal e coesão de grupo, como a encontrada no Corpo de exército australiano durante a guerra (Ofensiva dos Cem Dias). A análise das ciências militares da história militar que havia falhado nos comandantes europeus estava prestes a dar lugar a uma nova ciência militar, menos conspícua na aparência, mas mais alinhada aos processos da ciência de teste e experimentação, o método científico, e para sempre unida à ideia da superioridade da tecnologia no campo de batalha.
Atualmente, a ciência militar ainda significa muitas coisas para diferentes organizações. No Reino Unido e em grande parte da União Europeia, a abordagem é relacioná-la de perto com a aplicação e compreensão civil, por exemplo, a Academia Militar Real da da Bélgica, a ciência militar continua sendo uma disciplina acadêmica e é estudada juntamente com as Ciências Sociais, incluindo disciplinas como Direito humanitário. O Departamento de Defesa dos Estados Unidos define a ciência militar em termos de sistemas específicos e requisitos operacionais e inclui, entre outras áreas, defesa civil e estrutura de força.

## Emprego de habilidades militares
Em primeiro lugar, a ciência militar está preocupada com quem participará das operações militares e quais conjuntos de habilidades e conhecimentos serão necessários para fazê-lo de maneira eficaz e um tanto engenhosa.

### Organização militar
Desenvolve métodos ótimos para a administração e organização das unidades militares, bem como das Forças Armadas como um todo. Além disso, esta área estuda outros aspectos associados como mobilização/desmobilização e governo militar para áreas recentemente conquistadas (ou libertadas) do controle inimigo.

### Estruturação de forças
A estruturação das forças é o método pelo qual o pessoal e as armas e equipamentos que utilizam são organizados e treinados para operações militares, incluindo o combate. O desenvolvimento da estrutura de força sem qualquer país é baseado nas necessidades estratégicas, operacionais e táticas da política de defesa nacional, nas ameaças identificadas ao país e nas capacidades tecnológicas das ameaças e das forças armadas.
O desenvolvimento da estrutura da força é guiado por considerações doutrinárias de desdobramento estratégico, operacional e tático e emprego de formações e unidades em territórios, áreas e zonas onde se espera que desempenhem suas missões e tarefas. A estruturação da força se aplica a todas as Forças Armadas, mas não às suas organizações de apoio, como aquelas usadas para atividades de pesquisa científica de defesa.
Nos Estados Unidos a estrutura da força é guiada pela tabela de organização e equipamento (TOE ou TO&E). O TOE é um documento publicado pelo Departamento de Defesa dos Estados Unidos que prescreve a organização, tripulação e equipagem de unidades de tamanho divisional para baixo, mas também incluindo o quartel-general de Corpos e Exércitos.
A estruturação das forças também fornece informações sobre a missão e capacidades de unidades específicas, bem como o estado atual da unidade em termos de postura e prontidão. Um TOE (tabela de organização e equipamento) geral é aplicável a um tipo de unidade (por exemplo, infantaria) em vez de uma unidade específica (a 3ª Divisão de Infantaria). Desta forma, todas as unidades do mesmo ramo (como a Infantaria) seguem as mesmas diretrizes estruturais que permitem financiamento, treinamento e emprego operacionalmente mais eficientes de unidades semelhantes.

### Educação e treinamento militar
Estuda a metodologia e as práticas envolvidas no treinamento de soldados, suboficiais (suboficiais, ou seja, sargentos e cabos) e oficiais. Isso também se estende ao treinamento de unidades pequenas e grandes, tanto individualmente quanto em conjunto umas com as outras, tanto para as organizações regulares quanto para as de reserva. A formação militar, especialmente para oficiais, também se preocupa com a educação geral e doutrinação política das forças armadas.

## Conceitos e métodos militares

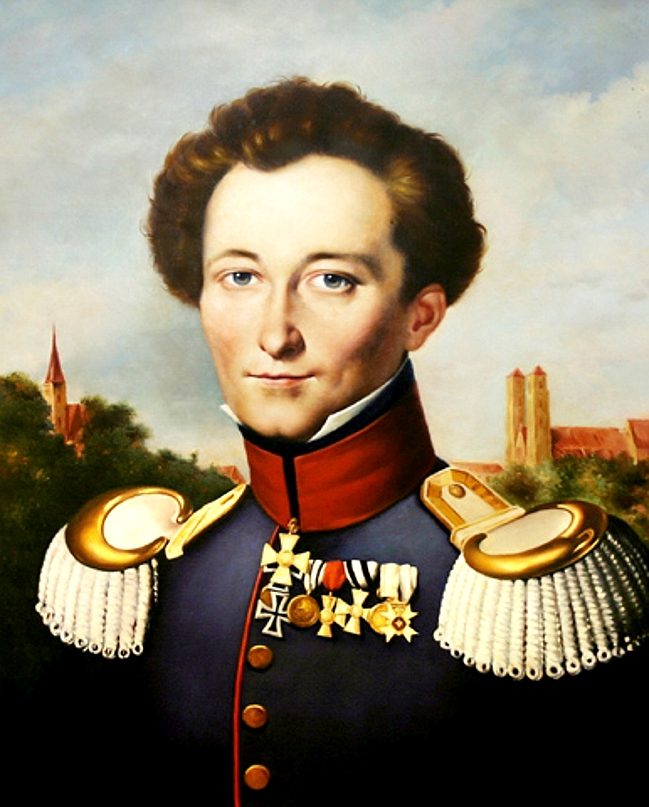
O teórico militar Carl von Clausewitz.

Grande parte do desenvolvimento de capacidades depende dos conceitos que orientam o uso das forças armadas e de suas armas e equipamentos, e dos métodos empregados em qualquer teatro de guerra ou ambiente de combate.

### História militar
A atividade militar tem sido um processo constante ao longo de milhares de anos, e as táticas, estratégias e objetivos essenciais das operações militares permaneceram imutáveis ao longo da história. Como exemplo, uma manobra notável é o duplo envolvimento, considerado a manobra militar consumada, notadamente executada por Aníbal na Batalha de Cannae em 216 a.C. e, posteriormente, por Khalid ibn al-Walid na Batalha de Walaja em 633 d.C. Por meio do estudo da história, os militares procuram evitar erros do passado e melhorar seu desempenho atual, incutindo nos comandantes a capacidade de perceber paralelos históricos durante a batalha, de modo a capitalizar as lições aprendidas. As principais áreas que a história militar inclui são a história das guerras, batalhas e combates, história da arte militar e história de cada serviço militar específico.

### Estratégia militar e doutrinas
A estratégia militar é, de muitas maneiras, a principal área da ciência militar. Ele estuda as especificidades do planejamento e do combate, e tenta reduzir os muitos fatores a um conjunto de princípios que regem todas as interações do campo de batalha. Na Europa, esses princípios foram definidos pela primeira vez por Clausewitz em seus Princípios da Guerra. Como tal, dirige o planejamento e a execução de batalhas, operações e guerras como um todo. Dois sistemas principais prevalecem no planeta hoje. De um modo geral, eles podem ser descritos como o sistema "ocidental" e o sistema "russo". Cada sistema reflete e apoia os pontos fortes e fracos da sociedade subjacente.
A arte militar ocidental moderna é composta principalmente de um amálgama de sistemas francês, alemão, britânico e americano. O sistema russo também toma emprestado desses sistemas, seja por meio de estudo ou observação pessoal na forma de invasão (Guerra de Napoleão de 1812 e A Grande Guerra Patriótica), e forma um produto único adequado para as condições que os praticantes desse sistema encontrarão. O sistema que é produzido pela análise fornecida pela Arte Militar é conhecido como doutrina.
A doutrina militar ocidental baseia-se fortemente na tecnologia, no uso de um quadro de Oficiais Não Comissionados (ONC) bem treinado e capacitado e no processamento e disseminação de informações superiores para fornecer um nível de consciência do campo de batalha que os oponentes não podem igualar. Suas vantagens são extrema flexibilidade, extrema letalidade e foco na remoção do C3IL (comando, comunicações, controle e inteligência) de um oponente para paralisar e incapacitar, em vez de destruir seu poder de combate diretamente, esperando que que salvem vidas no processo. Suas desvantagens são o alto custo, a dependência de pessoal difícil de substituir, um enorme trem logístico e a dificuldade de operar sem ativos de alta tecnologia se esgotados ou destruídos.
A doutrina militar soviética (e seus descendentes, nos países da Comunidade dos Estados Independentes) depende fortemente de massas de máquinas e tropas, um corpo de oficiais altamente qualificados (embora muito pequeno) e missões pré-planejadas. Suas vantagens são que não requer tropas bem treinadas, não requer um grande trem logístico, está sob rígido controle central e não depende de um sofisticado sistema de C3L (comando, comunicações, controle e inteligência) após o início de um curso de ação. Suas desvantagens são inflexibilidade, dependência do efeito de choque da massa (com um alto custo resultante em vidas e materiais) e incapacidade geral de explorar sucessos inesperados ou responder a perdas inesperadas.
A doutrina militar chinesa está atualmente em estado de fluxo enquanto o Exército Popular de Libertação está avaliando as tendências militares relevantes para a China. A doutrina militar chinesa é influenciada por várias fontes, incluindo uma tradição militar clássica nativa caracterizada por estrategistas como Sun Tzu, influências ocidentais e soviéticas, bem como estrategistas modernos nativos como Mao Zedong. Uma característica distintiva da ciência militar chinesa é que ela enfatiza a relação entre as forças armadas e a sociedade, bem como vê a força militar apenas como parte de uma grande estratégia abrangente.
Cada sistema treina seu corpo de oficiais em sua filosofia de arte militar. As diferenças de conteúdo e ênfase são ilustrativas. Os princípios de guerra do Exército dos Estados Unidos são definidos no Manual de Campo do Exército dos EUA (FM 100–5). Os princípios de guerra/ciência militar das Forças Canadenses são definidos pelo Sistema de Doutrina e Treinamento das Forças Terrestres (LFDTS) para se concentrar nos princípios de comando, princípios de guerra, arte operacional e planejamento de campanha e princípios científicos.
As forças armadas da Federação Russa derivam seus princípios de guerra predominantemente daqueles desenvolvidos durante a existência da União Soviética. Estas, embora baseadas significativamente na experiência da Segunda Guerra Mundial em combates de guerra convencionais, foram substancialmente modificadas desde a introdução das armas nucleares em considerações estratégicas. A Guerra Soviético-Afegã e a Primeira e Segunda Guerras Chechenas modificaram ainda mais os princípios que os teóricos soviéticos haviam dividido em arte operacional e tática. A própria abordagem científica do pensamento da ciência militar na União Soviética foi percebida como excessivamente rígida no nível tático e afetou o treinamento nas forças muito reduzidas da Federação Russa para incutir maior profissionalismo e iniciativa nas forças.
Os princípios militares de guerra do Exército Popular de Libertação foram vagamente baseados nos da União Soviética até a década de 1980, quando uma mudança significativa começou a ser vista em um pensamento estratégico, operacional e tático mais regionalmente consciente e geograficamente específico em todos os serviços. O Exército Popular de Libertação é atualmente influenciado por três correntes doutrinárias que se opõem e se complementam: a Guerra Popular, a Guerra Regional e a Revolução nos Assuntos Militares que levaram a um aumento substancial das despesas de defesa e ao ritmo de modernização tecnológica das forças.
Apesar das diferenças nas especificidades da arte militar, a ciência militar se esforça para fornecer uma imagem integrada do caos da batalha e iluminar percepções básicas que se aplicam a todos os combatentes, não apenas àqueles que concordam com sua formulação dos princípios.

### Geografia militar
A geografia militar abrange muito mais do que simplesmente a velha perspectiva de tomar terreno elevado. A geografia militar estuda o óbvio, a geografia dos teatros de guerra, mas também as características adicionais da política, economia e outras características naturais de locais de provável conflito (a "paisagem" política, por exemplo). Como exemplo, a Guerra Soviética-Afegã foi baseada na capacidade da União Soviética não apenas de invadir com sucesso o Afeganistão, mas também de defender-se militar e politicamente da República Islâmica do Irã, simultaneamente.

## Sistemas militares
A eficácia e a eficiência com que os militares realizam suas operações, missões e tarefas está intimamente relacionada não apenas aos métodos que usam, mas também aos equipamentos e armas que usam.

### Inteligência militar
A inteligência militar apoia o processo de tomada de decisão dos comandantes de combate, fornecendo análise de inteligência de dados disponíveis de uma ampla variedade de fontes. Para fornecer essa análise informada, os requisitos de informações dos comandantes são identificados e inseridos em um processo de coleta, análise, proteção e disseminação de informações sobre o ambiente operacional, forças hostis, amigas e neutras e a população civil em uma área de operações de combate, e área de interesse mais ampla. As atividades de inteligência são conduzidas em todos os níveis, do tático ao estratégico, em tempos de paz, no período de transição para a guerra e durante a guerra.
A maioria das forças armadas mantém uma capacidade de inteligência militar para fornecer pessoal analítico e de coleta de informações em unidades especializadas e de outras armas e serviços. Pessoal selecionado para funções de inteligência, sejam oficiais de inteligência especializados e soldados alistados ou não especialistas designados para inteligência, podem ser selecionados por suas habilidades analíticas e inteligência antes de receber treinamento formal. A inteligência militar serve para identificar a ameaça e fornecer informações sobre como entender os melhores métodos e armas para dissuadi-la ou derrotá-la.

### Logística militar
A arte e a ciência de planejar e executar a movimentação e manutenção das forças militares. Em seu sentido mais abrangente, são aqueles aspectos ou operações militares que tratam do projeto, desenvolvimento, aquisição, armazenamento, distribuição, manutenção, evacuação e disposição de material; a movimentação, evacuação e hospitalização de pessoal; a aquisição ou construção, manutenção, operação e alienação de instalações; e a aquisição ou prestação de serviços.

### Tecnologia e equipamento militar
A tecnologia militar não é apenas o estudo de várias tecnologias e ciências físicas aplicáveis usadas para aumentar o poder militar. Também pode se estender ao estudo dos métodos de produção de equipamentos militares e formas de melhorar o desempenho e reduzir os requisitos materiais e/ou tecnológicos para sua produção. Um exemplo é o esforço despendido pela Alemanha nazista para produzir borrachas artificiais e combustíveis para reduzir ou eliminar sua dependência de POL (petróleo, óleo e lubrificantes) importados e suprimentos de borracha.
A tecnologia militar é única apenas em sua aplicação, não no uso de conquistas científicas e tecnológicas básicas. Devido à singularidade de uso, os estudos tecnológicos militares se esforçam para incorporar tecnologias evolutivas, bem como as raras tecnologias revolucionárias, em seu devido lugar de aplicação militar.

## Militares e sociedade

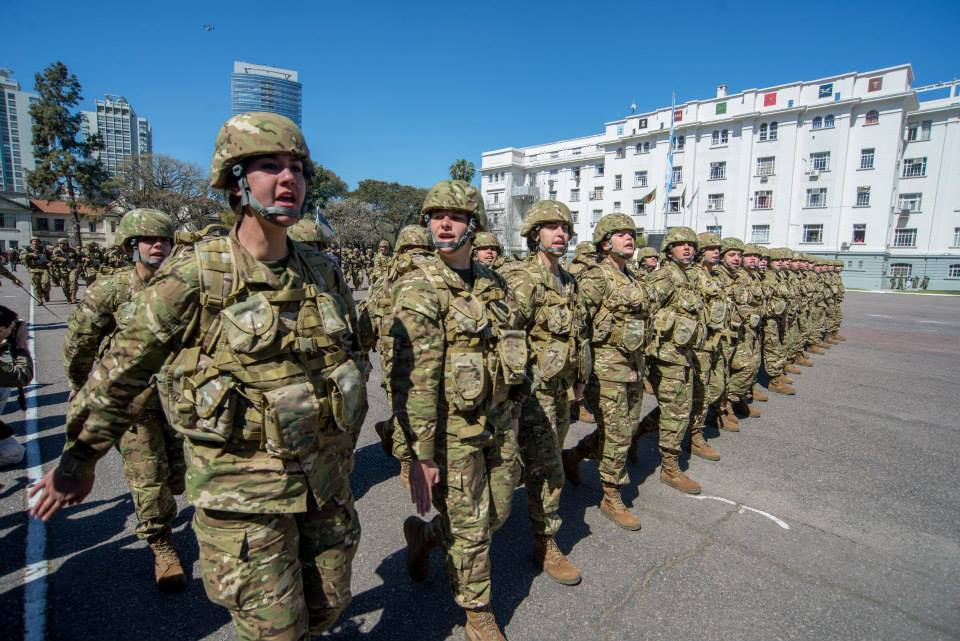
Militares argentinos de ambos os sexos desfilando.

Esta especialidade examina as maneiras pelas quais os militares e a sociedade interagem e se moldam. A interseção dinâmica onde militares e sociedade se encontram é influenciada por tendências na sociedade e no ambiente de segurança. Este campo de estudo pode ser vinculado aos trabalhos de Clausewitz ("A guerra é a continuação da política por outros meios") e Sun Tzu ("Se não for do interesse do estado, não aja"). O campo multi e interdisciplinar contemporâneo tem sua origem na Segunda Guerra Mundial e nos trabalhos de sociólogos e cientistas políticos.
Este campo de estudo inclui "todos os aspectos das relações entre as forças armadas, como instituição política, social e econômica, e a sociedade, estado ou movimento político étnico do qual fazem parte". Tópicos frequentemente incluídos no âmbito militar e da sociedade incluem: veteranos, mulheres nas forças armadas, famílias militares, alistamento e retenção, forças de reserva, militares e religião, privatização militar, relações civis-militares, cooperação civil-militar, cultura militar e popular, militar e mídia, assistência militar e em desastres, militar e meio ambiente e confusão entre funções militares e policiais.

### Recrutamento e retenção
Em um exército totalmente voluntário, as forças armadas dependem das forças sociais e do recrutamento cuidadoso para preencher suas fileiras. Assim, é muito importante compreender os fatores que motivam o alistamento e o reengajamento. Os militares devem ter capacidade mental e física para enfrentar os desafios do serviço militar e se adaptar aos valores e à cultura militar. Estudos mostram que a motivação do alistamento geralmente incorpora valores de interesse próprio (pagamento) e não mercadológicos, como aventura, patriotismo e camaradagem.

### Veteranos
O estudo de veteranos ou militares que saem e retornam à sociedade é um dos subcampos mais importantes do campo de estudo militar e da sociedade. Os veteranos e seus problemas representam um microcosmo do campo. Os recrutas militares representam entradas que fluem da comunidade para as forças armadas, os veteranos saem das forças armadas e reentram na sociedade mudados pelo seu tempo como soldados, marinheiros, fuzileiros navais e aviadores. Tanto a sociedade quanto os veteranos enfrentam múltiplas camadas de adaptação e ajuste em sua reentrada.
A definição de veterano é surpreendentemente fluida entre os países. Nos Estados Unidos, o status de veterano é estabelecido depois que um membro do serviço completou um período mínimo de serviço. A Austrália exige a participação em uma zona de combate. No Reino Unido, "Todo aquele que prestou serviço militar por pelo menos um dia e recebeu um dia de pagamento é denominado veterano." O estudo dos veteranos concentra muita atenção em sua, às vezes, difícil transição de volta à sociedade civil. "Os veteranos devem passar por uma transição cultural complexa ao se mover entre os ambientes", e podem esperar resultados de transição positivos e negativos. Encontrar um bom emprego e restabelecer uma vida familiar gratificante está no topo de sua agenda de reassentamento.
A vida militar costuma ser violenta e perigosa. O trauma do combate geralmente resulta em transtorno de estresse pós-traumático, bem como em problemas dolorosos de saúde física que geralmente levam à falta de moradia, suicídio, uso excessivo de drogas e álcool e disfunção familiar. A sociedade reconhece suas responsabilidades para com os veteranos, oferecendo programas e políticas destinadas a corrigir esses problemas. Os veteranos também exercem influência na sociedade, muitas vezes por meio do processo político. Por exemplo, uma questão relevante, como os veteranos votam e estabelecem filiação partidária e seu engajamento em relação a movimentos civis da sociedade.

### Forças de reserva
As forças de reserva são membros do serviço que servem as forças armadas em regime de tempo parcial. Esses homens e mulheres constituem uma força de "reserva" da qual os países dependem para sua defesa, apoio em desastres e algumas operações do dia-a-dia, etc. Nos Estados Unidos, um reservista ativo passa um fim de semana por mês e duas semanas por ano em treinamento. O tamanho da força de reserva de um condado geralmente depende do tipo de método de recrutamento. As nações com força voluntária tendem a ter uma porcentagem de reserva menor.
Recentemente, o papel das reservas mudou. Em muitos países, passou de uma força estratégica, em grande parte estática, para uma força operacional, em grande parte dinâmica. Após a Segunda Guerra Mundial, forças permanentes relativamente grandes cuidaram da maioria das necessidades operacionais. As reservas foram retidas estrategicamente e implantadas em momentos de emergência, por exemplo, durante a crise dos mísseis cubanos. Posteriormente, a situação estratégica e orçamentária mudou e, como resultado, os militares da ativa começaram a contar com força de reserva, particularmente para apoio ao combate e apoio ao serviço de combate. Outras operações militares em larga escala, mobilizar e implantar rotineiramente reservistas.
Lomsky-Feder et al (2008p. 594) introduziu a metáfora das forças de reserva como Transmigrantes que vivem "entre os mundos civil e militar". Essa metáfora captura "sua dualidade estrutural" e sugere a natureza dinâmica da experiência do reservista enquanto navegam em compromissos com seus mundos civil e militar frequentemente conflitantes. Dada a sua maior probabilidade de desdobramento prolongado, os reservistas enfrentam muitas das mesmas tensões do serviço ativo, mas muitas vezes com menos serviços de apoio.

## Associações internacionais de ciências ou estudos militares
Existem muitas associações internacionais com o objetivo central de reunir estudiosos no campo da Ciência Militar. Alguns são interdisciplinares e de abrangência ampla, enquanto outros são confinados e especializados com foco em disciplinas ou assuntos mais específicos. Alguns estão integrados em comunidades científicas maiores, como a Associação Sociológica Internacional (ISA) e a Associação Psicológica Americana (APA), onde outros cresceram de instituições militares ou indivíduos que tiveram um interesse particular em áreas de ciência militar e são militares, de defesa ou forças armadas orientadas. Algumas dessas associações são:
- Associação Americana de Psicologia; Divisão 19: Sociedade de Psicologia Militar (APA-Div19).[26]
- Grupo de Pesquisa Europeu sobre Militar e Sociedade (ERGOMAS).[27]
- Seminário Interuniversitário Forças Armadas e Sociedade (IUS).[28]
- Congresso Internacional sobre Desempenho Físico de Soldados (ICSPP).[29]
- Associação Internacional de Testes Militares (IMTA).[30]
- Sociedade Internacional de Ciências Militares (ISMS).[31]
- Associação Internacional de Sociologia; RC01 Forças Armadas e Resolução de Conflitos.[32]